# Соктуй (станция)
Соктуй — железнодорожная станция 5 класса на Южном ходе Забайкальской железной дороги Читинского региона. Находится в посёлке при станции Соктуй в Борзинском районе Забайкальского края, входящем в сельское поселение «Новоборзинское».

## География
Станция расположена на участке железной дороги Борзя — Забайкальск (эксп.), перед перевалом Нерчинского хребта; в 100 км от Забайкальска (эксп. ЗЧ); в 19 км от Борзи, 6 км от с. Новоборзинское (разъезд 81), 22 км от Харанора.
Соседние станции (ТР4): 944721 Разъезд № 81, 944740 Разъезд № 82.

## Коммерческие операции
О	Посадка и высадка пассажиров на (из) поезда пригородного и местного сообщения. Прием и выдача багажа не производятся.